# Victor Vercouillie
Victor Vercouillie (Kortrijk, 3 november 2002) is een Belgisch wielrenner die vanaf 2024 voor Team Flanders-Baloise uitkomt. 

## Carrière
Vercouillie startte het seizoen 2023 als clubrenner bij EFC-L&R-Van Mossel, maar liep vanaf 1 augustus 2023 stage bij de Nieuw-Zeelandse profploeg Bolton Equities Black Spoke. Vanaf 2024 is Vercouillie volwaardig beroepsrenner bij het Vlaamse Team Flanders-Baloise.

## Overwinningen
2023
Etappe 1b H4A Beloften Weekend
Criterium Wakken
Criterium Ardooie
2024
 Europees kampioenschap gemengde ploegentijdrit, elite
2025
Bergklassement Ster van Bessèges

## Resultaten in voornaamste wedstrijden
|      | \| Jaar \| Gent-Wevelgem \| Ronde van Vlaanderen \| Parijs-Roubaix \| Waalse Pijl \| \| ---- \| ------------- \| -------------------- \| -------------- \| ----------- \| \| 2024 \| \| opgave \| buit.tijd \| \| \| 2025 \| opgave \| opgave \| \| opgave \| |                      |                |             |
| Jaar | Gent-Wevelgem | Ronde van Vlaanderen | Parijs-Roubaix | Waalse Pijl |
| 2024 | | opgave               | buit.tijd      |             |
| 2025 | opgave | opgave               |                | opgave      |

## Ploegen
- 2019 –  Onder Ons Parike WZW
- 2020 –  Onder Ons Parike WZW
- 2021 –  Dovy Keukens- FCC
- 2022 –  Dovy Keukens- FCC
- 2023 –  EFC - L&R - Van Mossel
- 2023 –  Bolton Equities Black Spoke (stagiair vanaf 1-8)
- 2024 –  Team Flanders-Baloise
- 2025 –  Team Flanders-Baloise

Batt · Bostock · Burnett · Christensen · Currie · Fitzsimons · Fouché · Gate · Gough · Jackson · Jones · Kench · Mudgway · O'Donnell · Oram · Scott · Sexton · Stewart · Townsend · Wright · Gardner (stagiair) · Hornblow (stagiair) · Vercouillie (stagiair)
Bonneu · Claeys · Clynhens · Colman · Craps · De Vylder · De Wilde · Dejaegher · Dens · Deweirdt · Gerits · Hesters · Maris · Van Hemelen · Van Poucke · Vandenbranden · Vandenstorme · Vandevelde · Vanhoof · Vercouillie